# Hóquei sobre a grama nos Jogos Pan-Americanos de 1999
As competições de hóquei sobre a grama nos Jogos Pan-Americanos de 1999 foram realizadas em Winnipeg, Canadá, de 24 de julho a 4 de agosto de 1999. Esta foi a nona edição do esporte nos Jogos Pan-Americanos. O vencedor de cada torneio ganhou vaga para as Olimpíadas 2000.

## Masculino

### Países participantes
-   Argentina
-   Canadá
-   Estados Unidos
-   Cuba
-   Trinidad e Tobago
-   Chile
-   México

### Árbitros
| - Xavier Adell - Cameron Burke - Roberto Lopez García | - José Ramirez Gutierrez - Roger St. Rose - Marcelo Servetto | - Steve Simpson - Chris Wilson - Richard Wisdom |

## Fase preliminar

### Classificação
|    | Time              | Pontos | J | V | E | D | GP | GC | SG  |
| -- | ----------------- | ------ | - | - | - | - | -- | -- | --- |
| 1. | Canadá            | 16     | 6 | 5 | 1 | 0 | 28 | 5  | +23 |
| 2. | Argentina         | 16     | 6 | 5 | 1 | 0 | 29 | 7  | +22 |
| 3. | Cuba              | 10     | 6 | 3 | 1 | 2 | 12 | 15 | –3  |
| 4. | Chile             | 8      | 6 | 2 | 2 | 2 | 11 | 16 | –5  |
| 5. | Estados Unidos    | 5      | 6 | 1 | 2 | 3 | 11 | 12 | –1  |
| 6. | Trinidad e Tobago | 4      | 6 | 1 | 1 | 4 | 13 | 25 | –12 |
| 7. | México            | 0      | 6 | 0 | 0 | 6 | 6  | 30 | –24 |

### Resultados
| 24 de julho de 1999 18:00 |     |                  |  |
| Estados Unidos            | 1–1 | Chile            |  |
| Steve Jennings 41'        |     | Jorge O'Ryan 41' |  |

| 24 de julho de 1999 20:00 |     |                   |                                                     |
| Canadá | 7–0 | Trinidad e Tobago | Árbitros: Xavier Adell (ESP) Marcelo Servetto (ARG) |
| Andrew Griffiths 19' Scott Mosher 22' Paul Wettlaufer Andrew Griffiths 37' Peter Milkovich 45' (ps) Peter Milkovich 46' (ps) Rob Short 59' |     |                   | Árbitros: Xavier Adell (ESP) Marcelo Servetto (ARG) |

| 25 de julho de 1999 18:00 |     |           |  |
| Cuba                      | 1–4 | Argentina |  |
|                           |     |           |  |

| 25 de julho de 1999 20:00 |     |                                                                                                 |                                                    |
| México                    | 0–5 | Canadá                                                                                          | Árbitros: Cameron Burke (BAR) Richard Wisdom (JAM) |
|                           |     | Scott Mosher 19' Bindi Kullar 35' Peter Milkovich 46' (pc) Paul Wettlaufer 48' Scott Mosher 65' | Árbitros: Cameron Burke (BAR) Richard Wisdom (JAM) |

| 26 de julho de 1999 15:00 |     |                         |                                                 |
| Trinidad e Tobago         | 1–1 | Estados Unidos          | Árbitros: Xavier Adell (ESP) Chris Wilson (CAN) |
| Brian Garcia 44'          |     | Scott Williams 19' (ps) | Árbitros: Xavier Adell (ESP) Chris Wilson (CAN) |

| 26 de julho de 1999 17:00 |     |       |  |
| Cuba                      | 1–1 | Chile |  |
|                           |     |       |  |

| 26 de julho de 1999 19:00 |     |           |  |
| México                    | 1–6 | Argentina |  |
|                           |     |           |  |

| 27 de julho de 1999 17:00                    |     |                |                                                   |
| Canadá                                       | 2–0 | Estados Unidos | Árbitros: Xavier Adell (ESP) Roger St. Rose (TRI) |
| Paul Wettlaufer 33' Peter Milkovich 70' (pc) |     |                | Árbitros: Xavier Adell (ESP) Roger St. Rose (TRI) |

| 27 de julho de 1999 19:00 |     |       |  |
| Trinidad e Tobago         | 2–4 | Chile |  |
|                           |     |       |  |

| 28 de julho de 1999 15:00 |     |        |  |
| Cuba                      | 3–0 | México |  |
|                           |     |        |  |

| 28 de julho de 1999 17:00                                    |     |                                                                            |                                                   |
| Argentina                                                    | 3–3 | Canadá                                                                     | Árbitros: Cameron Burke (BAR) Steve Simpson (USA) |
| Santiago Capurro 6' Tomás MacCormik 21' Santiago Capurro 53' |     | Peter Milkovich 23' (pc) Peter Milkovich 37' (pc) Peter Milkovich 60' (pc) | Árbitros: Cameron Burke (BAR) Steve Simpson (USA) |

| 29 de julho de 1999 15:00 |     |       |  |
| México                    | 2–3 | Chile |  |
|                           |     |       |  |

| 30 de julho de 1999 11:00 |     |                   |  |
| Cuba                      | 3–2 | Trinidad e Tobago |  |
|                           |     |                   |  |

| 30 de julho de 13:00                                                               |     |                         |                                                  |
| Argentina                                                                          | 4–1 | Estados Unidos          | Árbitros: Roberto Lopez (CUB) Chris Wilson (CAN) |
| Rodrigo Vila 6' Jorge Lombi 35' (pc) Fernando Moresi 49' (pc) Jorge Lombi 60' (pc) |     | Scott Williams 63' (pc) | Árbitros: Roberto Lopez (CUB) Chris Wilson (CAN) |

| 31 de julho de 1999 13:00 |     | |                                                       |
| Cuba                      | 0–6 | { Canadá | Árbitros: Marcelo Servetto (ARG) Roger St. Rose (TRI) |
|                           |     | Peter Milkovich 9' (pc) Rob Short 15' Scott Mosher 25' (pc) Bindi Kullar 44' Ian Bird 53' (pc) Ian Bird 63' (pc) | Árbitros: Marcelo Servetto (ARG) Roger St. Rose (TRI) |

| 31 de julho de 1999 15:00 |     |                   |  |
| Argentina                 | 7–1 | Trinidad e Tobago |  |
|                           |     |                   |  |

| 1 de agosto de 1999 11:00 |     | |                                                  |
| México                    | 0–6 | Estados Unidos | Árbitros: Xavier Adell (ESP) Cameron Burke (BAR) |
|                           |     | Steve Jennings 21' (pc) Shawn Nakamura 26' (pc) Jang Badesha 35' Scott Williams 39' Jeremy Cook 52' Shawn Nakamura 61' (pc) | Árbitros: Xavier Adell (ESP) Cameron Burke (BAR) |

| 1 de agosto de 1999 13:00                                                                                |     |                                              |                                                   |
| Canadá                                                                                                   | 5–2 | Chile                                        | Árbitros: Roberto Lopez (CUB) Steve Simpson (USA) |
| Rob Short 16' (pc) Scott Mosher 31' (pc) Chris Gifford 39' Peter Milkovich 44' (pc) Andrew Griffiths 49' |     | Sven Schonborn 6' (pc) Luis Montegu 69' (pc) | Árbitros: Roberto Lopez (CUB) Steve Simpson (USA) |

| 2 de agosto de 1999 11:00 |     |                   |  |
| México                    | 3–7 | Trinidad e Tobago |  |
|                           |     |                   |  |

| 2 de agosto de 1999 13:00                                                                |     |                                 |                                                   |
| Cuba                                                                                     | 4–2 | Estados Unidos                  | Árbitros: José Ramirez (MEX) Roger St. Rose (TRI) |
| Ulises Lapera 14' (pc) Juan Benavides 49' (pc) Ulises Lapera 62' Vladimir Reyes 68' (pc) |     | Shawn Hindy 22' Shawn Hindy 34' | Árbitros: José Ramirez (MEX) Roger St. Rose (TRI) |

| 2 de agosto de 1999 15:00 |     |       |  |
| Argentina                 | 5–0 | Chile |  |
|                           |     |       |  |

## Play-offs

### Disputa do bronze
| 4 de agosto de 1999 09:00 |     |       |  |
| Cuba                      | 6–0 | Chile |  |
|                           |     |       |  |

### Disputa do ouro
| 4 de agosto de 1999 18:30 |     |           |                                                   |
| Canadá                    | 1–0 | Argentina | Árbitros: Xavier Adell (ESP) Roger St. Rose (TRI) |
| Ken Pereira 29'           |     |           | Árbitros: Xavier Adell (ESP) Roger St. Rose (TRI) |

## Classificação final
| POSIÇÃO | TIME              |
| ------- | ----------------- |
| 1.      | Canadá            |
| 2.      | Argentina         |
| 3.      | Cuba              |
| 4.      | Chile             |
| 5.      | Estados Unidos    |
| 6.      | Trinidad e Tobago |
| 7.      | México            |

### Artilheiros
| POSIÇÃO | JOGADOR                | GOLS |
| ------- | ---------------------- | ---- |
| 1.      | Peter Milkovich (CAN)  | 9    |
| 2.      | Santiago Capurro (ARG) | 7    |
| 2.      | Luis Lapera (CUB)      | 7    |
| 2.      | Jorge Lombi (ARG)      | 7    |
| 5.      | Brian Garcia (TRI)     | 5    |
| 5.      | Scott Mosher (CAN)     | 5    |
| 7.      | Juan Benavides (CUB)   | 4    |

## Feminino

### Países participantes
-  Argentina
-  Estados Unidos
-  Canadá
-  Cuba
-  Trinidad e Tobago
-  Chile
-  México

### Árbitras
| - Judy Brinsfield - Joanne Cabrera del Sol - Gill Clarke | - Lisa Marcano - Janice McClintock - Maria Soledad Iparraguirre | - Gina Spitaleri - Alicia Takeda Hirata - Cecilia Valenzuela |

## Fase preliminar

### Classificação
|    | Time              | Pontos | J | V | E | D | GP | GC | SG  |
| -- | ----------------- | ------ | - | - | - | - | -- | -- | --- |
| 1. | Argentina         | 18     | 6 | 6 | 0 | 0 | 23 | 2  | +21 |
| 2. | Estados Unidos    | 15     | 6 | 5 | 0 | 1 | 13 | 2  | +11 |
| 3. | Canadá            | 12     | 6 | 4 | 0 | 2 | 20 | 5  | +15 |
| 4. | Trinidad e Tobago | 7      | 6 | 2 | 1 | 3 | 5  | 14 | –9  |
| 5. | Cuba              | 6      | 6 | 2 | 0 | 4 | 12 | 16 | –4  |
| 6. | Chile             | 2      | 6 | 0 | 2 | 4 | 2  | 18 | –17 |
| 7. | México            | 1      | 6 | 0 | 1 | 5 | 0  | 17 | –17 |

### Resultados
| 24 de julho de 1999 13:00 |     |                   |  |
| Cuba                      | 1–2 | Trinidad e Tobago |  |
|                           |     |                   |  |

| 24 de julho de 1999 15:00 |     |                                                           |                                                      |
| Canadá                    | 1–3 | Argentina                                                 | Árbitros: Gina Spitaleri (ITA) Judy Brinsfield (USA) |
| Karen MacNeill 30'        |     | Luciana Aymar 14' Cecilia Rognoni 32' Alejandra Gulla 53' | Árbitros: Gina Spitaleri (ITA) Judy Brinsfield (USA) |

| 25 de julho de 1999 11:00 |     |      |  |
| Chile                     | 0–7 | Cuba |  |
|                           |     |      |  |

| 25 de julho de 1999 13:00 |     |                                                                                         |                                                               |
| México                    | 0–5 | Canadá                                                                                  | Árbitros: Soledad Iparraguirre (ARG) Cecilia Valenzuela (CHL) |
|                           |     | Lisa Faust 25' Amy MacFarlane 35' Amy MacFarlane 38' Lisa Faust 46' Kristen Taunton 65' | Árbitros: Soledad Iparraguirre (ARG) Cecilia Valenzuela (CHL) |

| 25 de julho de 1999 15:00 |     |                                |  |
| Trinidad e Tobago         | 0–2 | Estados Unidos                 |  |
|                           |     | Kelli James 6' Kate Barber 11' |  |

| 26 de julho de 1999 13:00 |     |           |  |
| Chile                     | 0–4 | Argentina |  |
|                           |     |           |  |

| 27 de julho de 1999 11:00 |     |      |  |
| México                    | 0–3 | Cuba |  |
|                           |     |      |  |

| 27 de julho de 1999 13:00 |     |                 |                                                          |
| Canadá                    | 0–1 | Estados Unidos  | Árbitros: Soledad Iparraguirre (ARG) Alicia Takeda (MEX) |
|                           |     | Kris Fillat 49' | Árbitros: Soledad Iparraguirre (ARG) Alicia Takeda (MEX) |

| 27 de julho de 1999 15:00 |     |           |  |
| Trinidad e Tobago         | 0–4 | Argentina |  |
|                           |     |           |  |

| 28 de julho de 1999 11:00 |     |       |  |
| México                    | 0–0 | Chile |  |
|                           |     |       |  |

| 28 de julho de 1999 13:00 |     |                                                                                                 |                                                      |
| Cuba                      | 1–5 | Canadá                                                                                          | Árbitros: Gina Spitaleri (ITA) Judy Brinsfield (USA) |
| Yadira Puente 52'         |     | Sue Tingley 21' Aoibhinn Grimes 27' Karen MacNeill {47' Aoibhinn Grimes 60' Kristen Taunton 62' | Árbitros: Gina Spitaleri (ITA) Judy Brinsfield (USA) |

| 29 de julho de 1999 18:00 |     |                                        |                                                  |
| Estados Unidos            | 1–2 | Argentina                              | Árbitros: Gina Spitaleri (ITA) Gill Clarke (ENG) |
| Kelli James 62'           |     | Karina Masotta 41' Cecilia Rognoni 67' | Árbitros: Gina Spitaleri (ITA) Gill Clarke (ENG) |

| 30 de julho de 1999 16:00 |     |                   |  |
| Chile                     | 2–2 | Trinidad e Tobago |  |
|                           |     |                   |  |

| 30 de julho de 1999 18:00 |     |                                                                        |                                                       |
| Cuba                      | 0–4 | Estados Unidos                                                         | Árbitros: Janice McClintock (CAN) Alicia Takeda (MEX) |
|                           |     | Jill Reeve 2' Carla Tagliente 20' Kate Barber 46' Michelle Vizzuso 64' | Árbitros: Janice McClintock (CAN) Alicia Takeda (MEX) |

| 30 de julho de 1999 20:00 |     |           |  |
| México                    | 0–5 | Argentina |  |
|                           |     |           |  |

| 31 de julho de 1999 17:00 |     |                                                                           |                                                         |
| Chile                     | 0–4 | Canadá                                                                    | Árbitros: Soledad Iparraguirre (ARG) Lisa Marcano (TRI) |
|                           |     | Aoibhinn Grimes 9' Lisa Faust 27' Karen MacNeill 52' Carla Somerville 61' | Árbitros: Soledad Iparraguirre (ARG) Lisa Marcano (TRI) |

| 1 de agosto de 1999 16:00 |     |                                                       |                                                   |
| México                    | 0–3 | Estados Unidos                                        | Árbitros: Gina Spitaleri (ITA) Lisa Marcano (TRI) |
|                           |     | Cindy Werley 27' Kelli James 62' Antoinette Lucas 66' | Árbitros: Gina Spitaleri (ITA) Lisa Marcano (TRI) |

| 1 de agosto de 1999 18:00                                                                  |     |                   |                                                        |
| Canadá                                                                                     | 5–0 | Trinidad e Tobago | Árbitros: Alicia Takeda (MEX) Cecilia Valenzuela (CHL) |
| Amy MacFarlane 33' Karen MacNeill 40' Karen MacNeill 44' Sue Tingley 55' Sue Armstrong 67' |     |                   | Árbitros: Alicia Takeda (MEX) Cecilia Valenzuela (CHL) |

| 1 de agosto de 1999 20:00 |     |           |  |
| Cuba                      | 0–5 | Argentina |  |
|                           |     |           |  |

| 2 de agosto de 1999 18:00 |     |                   |  |
| México                    | 0–1 | Trinidad e Tobago |  |
|                           |     |                   |  |

| 2 de agosto de 1999 20:00 |     |                                 |                                                   |
| Chile                     | 0–2 | Estados Unidos                  | Árbitros: Joanne Cabrera (CUB) Lisa Marcano (TRI) |
|                           |     | Kate Barber 40' Kris Fillat 49' | Árbitros: Joanne Cabrera (CUB) Lisa Marcano (TRI) |

## Play-offs

### Disputa do bronze
| 4 de agosto de 1999 11:30               |     |                   |                                                        |
| Canadá                                  | 2–0 | Trinidad e Tobago | Árbitros: Alicia Takeda (MEX) Maria Iparraguirre (ARG) |
| Laurelee Kopeck 32' Laurelee Kopeck 41' |     |                   | Árbitros: Alicia Takeda (MEX) Maria Iparraguirre (ARG) |

### Disputa do ouro
| 4 de agosto de 1999 16:00                                                                     |     |                                     |                                                  |
| Argentina                                                                                     | 5–2 | Estados Unidos                      | Árbitros: Gina Spitaleri (ITA) Gill Clarke (ENG) |
| Vanina Oneto 16' Vanina Oneto 35' Magdalena Aicega 42' Karina Masotta 47' Alejandra Gulla 67' |     | Cindy Werley 2' Carla Tagliente 35' | Árbitros: Gina Spitaleri (ITA) Gill Clarke (ENG) |

## Classificação final
| POSIÇÃO | TIME              |
| ------- | ----------------- |
| 1.      | Argentina         |
| 2.      | Estados Unidos    |
| 3.      | Canadá            |
| 4.      | Trinidad e Tobago |
| 5.      | Cuba              |
| 6.      | Chile             |
| 7.      | México            |

### Artilheiras
| POSIÇÃO | JOGADORA                    | GOLS |
| ------- | --------------------------- | ---- |
| 1.      | Vanina Oneto (ARG)          | 8    |
| 2.      | Alejandra Gulla (ARG)       | 5    |
| 2.      | Yagnelis Drake Torres (CUB) | 5    |
| 4.      | Karen MacNeill (CAN)        | 4    |
| 4.      | Karina Masotta (ARG)        | 4    |
| 6.      | Amy MacFarlane (CAN)        | 3    |
| 6.      | Angulo Roque (CUB)          | 3    |